# Viel Spaß
Viel Spaß ist eine deutsche Frauenzeitschrift und Illustrierte, die 1999 gegründet wurde. Sie erscheint wöchentlich und wird seit dem 1. Januar 2021 von der Mediengruppe Klambt vertrieben (zuvor von der Hubert Burda Media). Chefredakteurin ist seit 2011 Astrid Krudewig.

## Inhalt
Die Zeitschrift zählt zur Gruppe der Regenbogenpresse und enthält großteils Nachrichten über Prominente. Weiterhin umfasst das redaktionelle Angebot einen Serviceteil zu diversen Thematiken aus Bereichen wie Mode, Gesundheit oder Haushalt. Ein weiterer Schwerpunkt liegt auf Rätseln, die teilweise als Gewinnspiele ausgestaltet sind.

## Daten
Laut IVW betrug die verkaufte Auflage im Quartal 4/2016 161.639 Exemplare, davon wurden 1.442 Exemplare über ein Abonnement vertrieben. Der Verkaufspreis lag im Mai 2017 bei 0,79 €.